# Magno et acerbo

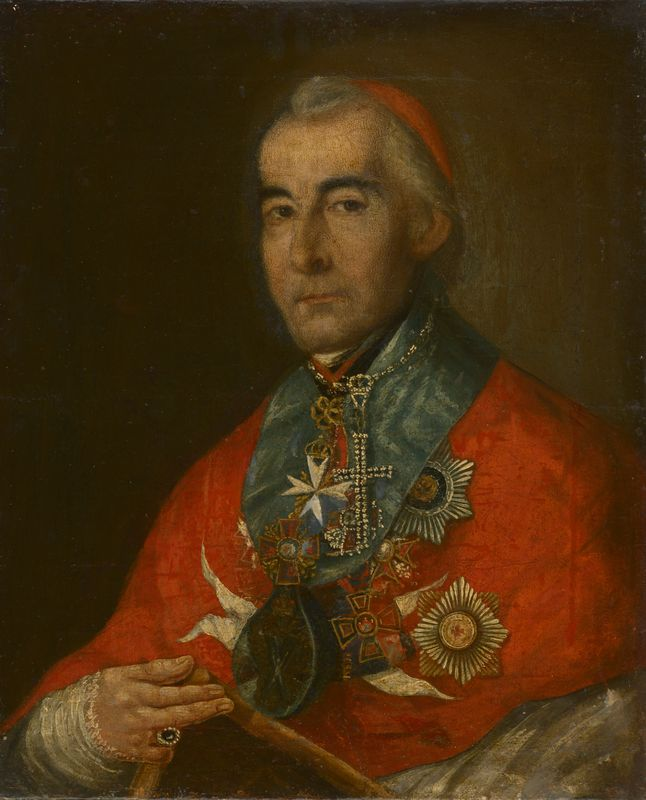
Stanisław Bohusz Siestrzeńcewicz

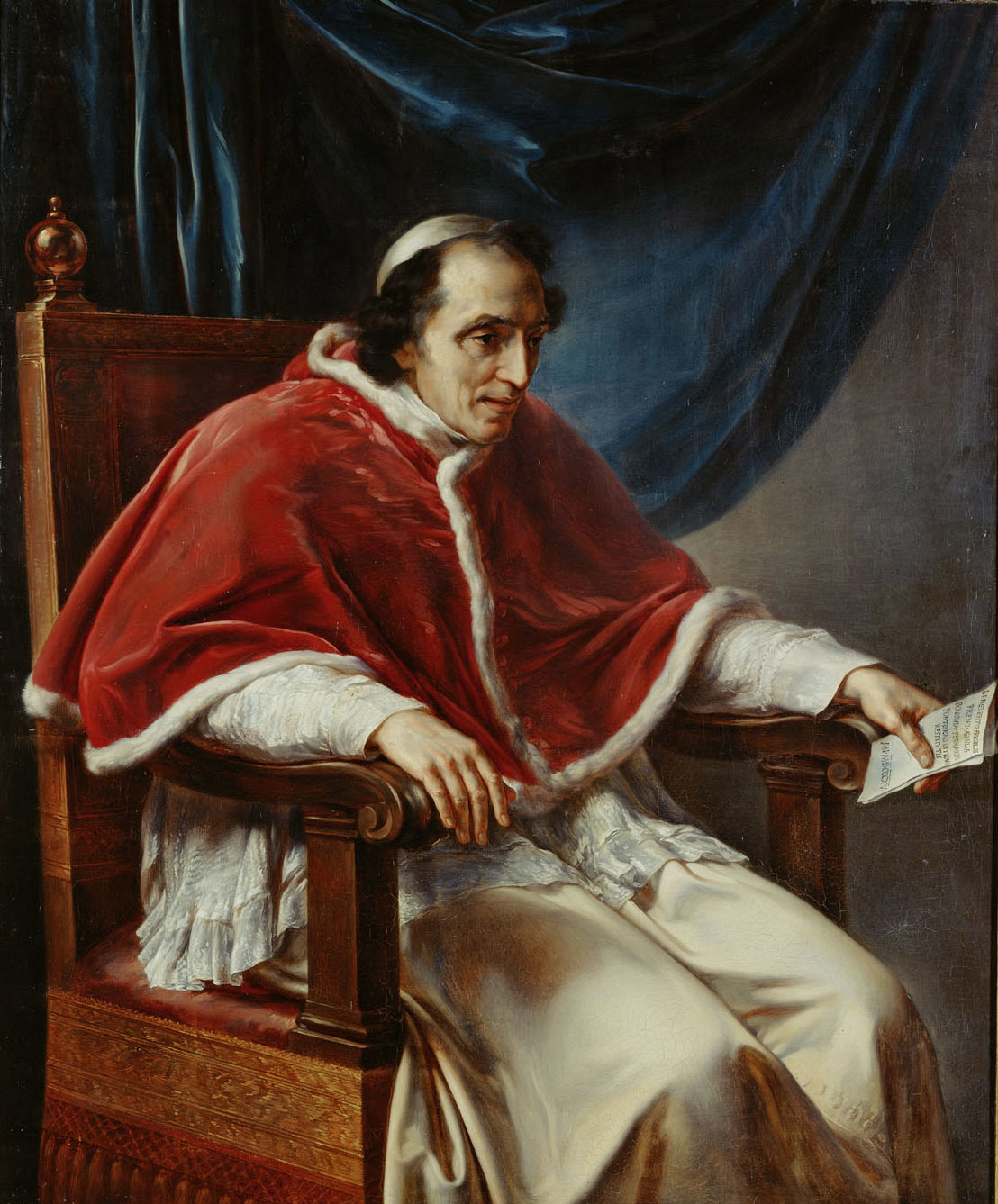
Pius VII

Magno et acerbo (łac. wielki i gorzki) – brewe papieża Piusa VII z dnia 3 września 1816 roku do arcybiskupa mohylewskiego Stanisława Bohusza Siestrzeńcewicza – zwierzchnika wyznawców Kościoła katolickiego w Rosji. Posłanie to było reakcją Rzymu na popieranie przez metropolitę działalności Rosyjskiego Towarzystwa Biblijnego – organizacji, która zainicjowała tłumaczenie i upowszechnienie w społeczeństwie Pisma Świętego w języku rosyjskim.

## Tło historyczne
W 1804 roku w Londynie powstało Brytyjskie i Zagraniczne Towarzystwo Biblijne (British and Foreign Bible Society), którego działalność polegała na tłumaczeniu Biblii na języki narodowe. Dla ułatwienia zadania organizacja starała się pozyskać poparcie rządzących w krajach Europy północnej i wschodniej, gdzie inicjowano działalność towarzystwa. W 1812 roku John Paterson przy aprobacie Aleksandra I powołał Towarzystwo Biblijne w Finlandii. Pod koniec roku Paterson nawiązał kontakty z księciem Aleksandrem Golicynem w celu założenia Towarzystwa Biblijnego także w Petersburgu. Przy poparciu Golicyna na dworze rosyjskim cesarz zezwolił na powołanie 2 (14) stycznia 1813 roku Rosyjskiego Towarzystwa Biblijnego. Dziewięć dni później odbyło się posiedzenie organizacyjne towarzystwa na czele z Golicynem, w którym wzięli udział niektórzy hierarchowie istniejących w Rosji struktur religijnych oraz politycy i wysocy urzędnicy świeccy. Dzięki protekcji cesarza, który został członkiem honorowym, oraz udzielonej przez niego subwencji towarzystwo wkrótce poszerzyło swoje wpływy i przyciągnęło nowych członków. Wśród gorących zwolenników znalazł się arcybiskup mohylewski Bolesław Siestrzeńcewicz, wybrany na jednego z wiceprzewodniczących.
Dnia 14 grudnia 1814 roku Siestrzeńcewicz wydał cyrkularz do duchowieństwa i wiernych Kościoła katolickiego w Rosji. Zawarł w nim dwa stwierdzenia. W pierwszym zaznaczył, że prawd wiary niezbędnych do zbawienia należy szukać w Księgach świętych. Było to niezgodne z postanowieniami Soboru Trydenckiego, który rozszerzał zakres ich poszukiwania także na tradycję ustną. Drugie stwierdzenie nawiązywało do brewe Piusa VI do arcybiskupa florenckiego Martiniego, który przetłumaczył Pismo Święte na język włoski. Pius VI pozytywnie odniósł się do przedsięwzięcia hierarchy, dopowiadając, że w tłumaczeniu uwzględnił on przypisy Indeksu i rozporządzenie Benedykta XIV, zgodnie z którym do swojego dzieła dołączył komentarze z Ojców Kościoła. Siestrzeńcewicz w swoim liście pominął to dopowiedzenie. Cyrkularz został rozesłany do parafii i zakonów archidiecezji mohylewskiej.
List Siestrzeńcewicza został odebrany za pewnego rodzaju usankcjonowanie działalności Towarzystwa Biblijnego przez władze Kościoła katolickiego w Rosji. Będące w opozycji do organizacji kręgi katolickie w Petersburgu poinformowały papieża Piusa VII o tym fakcie. Dotarcie informacji do Stolicy Apostolskiej zbiegło się w czasie z listem dyplomaty rosyjskiego gen. Tuylla do papieża, w którym została wyrażona prośba Aleksandra I o nadanie Siestrzeńcewiczowi kapelusza kardynalskiego za zasługi dla Kościoła. Prośba spotkała się z odmową Rzymu, a do Siestrzeńcewicza za pośrednictwem misji dyplomatycznej papież wystosował brewe Magno et acerbo, datowane 3 września 1816 roku.

## Treść listu
W brewe Magno et acerbo Pius VII przypomina Siestrzeńcewiczowi o przyczynach potępiania przez Kościół działalności, polegającej na wydawaniu Pisma Świętego bez zgody Stolicy Apostolskiej. Nawiązuje do listu pasterskiego, wydanego przez Siestrzeńcewicza, w którym hierarcha dopuścił się manipulacji, po czym wzywa do odwołania stwierdzeń w posłaniu i wystosowania nowego oświadczenia, w którym metropolita miałby przytoczyć pełne ustępy z postanowień Soboru Trydenckiego i brewe Piusa VI, skażone przez niego w poprzednich dokumentach, oraz oświadczyć, że nie zamierzał wbrew nauce Kościoła wspierać wydawanie Biblii w języku narodowym i nie zalecał czytania jej przez osoby świeckie i nieprzygotowanych do tego duchownych.

## Następstwa
Przez stronę rosyjską brewe Piusa VII uznano za krytykę działań cesarza i rządu oraz ingerencję w wewnętrzne sprawy Rosji. Dyplomacja cesarska doprowadziła więc do odesłania listu z powrotem do Rzymu. Wbrew oczekiwaniom papieża Siestrzeńcewicz ze względów politycznych (od czasów Katarzyny II Kościół katolicki w Rosji funkcjonował bez podlegania wpływom z zewnątrz) nie mógłby zastosować się do wymagań papieża, a wyniesienie hierarchy do godności kardynała zostałoby uzależnione od postępowania zgodnie z oczekiwaniami papieża. W sprawie Towarzystwa Biblijnego strona rosyjska stanęła na pozycji, że organizacja ta nie podlega papieżowi, bowiem jest inicjatywą rządu.
Na terytorium Rosji powstawały liczne oddziały Rosyjskiego Towarzystwa Biblijnego, których pracę wspierały sekcje lokalne (m.in. w Mohylewie inaugurowano działalność takiej sekcji, a przy jej otwarciu obecny był metropolita Siestrzeńcewicz).